# Царский гнев (фильм, 1912)
«Царский гнев» — драматический фильм 1912 года режиссёра Кая Ганзена по повести Л. А. Чарской, действие фильма происходит во времена правления Ивана Грозного.

## История
В 1912 году режиссёр Кай Ганзен снял фильм «Царский гнев» на основе повести Л. А. Чарской. Производством фильма занималось московское отделение фирмы «Братья Пате». Художник Чеслав Сабинский, операторы Жорж Мейер, Топпи. Роль Ивана Грозного исполнил Николай Васильев, а Басманова — Максимилиан Гарри. Фильм сохранился без надписей.
В российском журнале «Сине-фоно» было сказано, что все актёры были на своих местах, и с режиссёрской точки зрения картина поставлена безукоризненно. Детали в постановке соответствуют эпохе. Мрачный тон декораций соответствует сюжету постановки.
В «Вестнике кинематографии» писали о том, что сцены фильма, например, пир у Грозного, были стильно выдержаны. Игру актёра, исполнившего роль Иоанна Грозного, назвали безупречной, а впечатление от просмотра картины — сильным.

## Сюжет
«Царский гнев» — фильм о временах царя Ивана Грозного, когда одновременно с пиром бояр и опричников за царским столом и напеванием гуслярами грустных мотивов свершались заговоры, пытки и казни. Князь Овчина Оболенский отказывается сесть на пиру ниже опричника Басманова. Басманов не хочет оставить это просто так, он спешит к царю, чтобы донести об этом. Так из-за наговора опричников боярин попадает в немилость царя. Царь приказывает казнить боярина. Его сажают в темницу и там убивают. После этого опричники едут в усадьбу Оболенского, чтобы ограбить его, в доме осталась вдова боярина, его сын и челядь. Сын Ваня вовремя предупреждает свою мать о набеге, и боярыня успевает скрыться от Басманова.